# تلمبه صاحب‌الزمان
تلمبه صاحب‌الزمان، یک آبادی از توابع بخش مرکزی، شهرستان شهربابک در استان کرمان ایران است.

## جمعیت
این آبادی در دهستان خورسند قرار دارد و براساس سرشماری مرکز آمار ایران در سال ۱۳۹۵، جمعیت آن ۱۰۲ نفر (۲۸ خانوار) بوده‌است.